# Orifice du tronc pulmonaire
L'orifice du tronc pulmonaire (ou orifice de l'artère pulmonaire ) est l'ouverture du cœur située entre le ventricule droit et la racine du tronc pulmonaire permettant l'évacuation du sang non oxygéné dans la circulation pulmonaire.

## Structure
L'orifice du tronc pulmonaire est de forme circulaire ou légèrement ovale d'un diamètre moyen de 20 à 25 mm.
Il est consolidé par l'anneau pulmonaire qui forme une structure fibreuse qui sert de support à la valve du tronc pulmonaire.